# Capsicum flexuosum

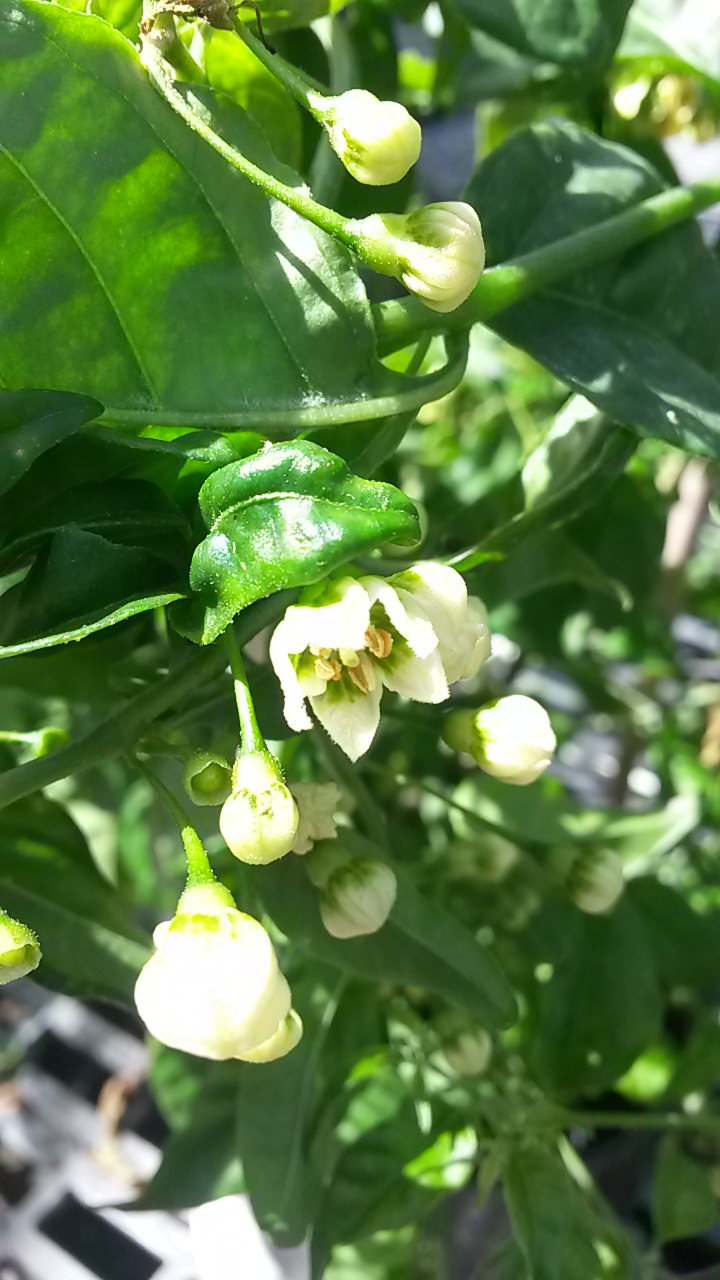
Capsicum flexuosum, blühend in einem Treibhaus

Capsicum flexuosum ist eine Art aus der Gattung Paprika (Capsicum) in der Familie der Nachtschattengewächse (Solanaceae).

## Beschreibung
Capsicum flexuosum ist ein 0,5 bis zwei Meter hoher Strauch. Die Laubblätter sind elliptisch bis eiförmig, häutig und nur wenig mit Trichomen besetzt. Die Blütenstände bestehen aus zwei oder drei (selten ein bis sechs) hängenden Blüten. Am Kelch sind keine deutlich sichtbaren Anhängsel beziehungsweise Kelchzähne erkennbar. Die Krone ist weiß gefärbt und besitzt fünf gelblich-grüne Punkte an der Basis der Kronlappen und dem Inneren der Kronröhre. Die Früchte sind Beeren, die bei Reife rot gefärbt sind. Die Samen sind schwärzlich-braun. Die Früchte sind zumeist scharf, es wurde jedoch einzelne Populationen beobachtet, die nicht-scharfe Früchte bilden.
Die Chromosomenzahl ist 2n=24. Verglichen mit anderen Arten aus der Gattung Capsicum weist Capsicum flexuosum eine vergleichsweise hohe Kältetoleranz auf und soll kurzfristig Temperaturen bis unter −12 °C vertragen.

## Verbreitung
Die Art ist im Nordosten Argentiniens, dem Süden und Südosten Brasiliens, sowie in Paraguay beheimatet.

## Systematik
Nachdem die Art zunächst nahe den Artengruppen um Capsicum annuum und Capsicum baccaatum, oder aber als relativ einzelstehende Art angesehen wurde, konnte sie in phylogenetischen Untersuchungen in die Nähe der sogenannten bolivianischen Klade (bestehend aus Capsicum caballeroi, Capsicum minutiflorum, Capsicum ceratocalyx und Capsicum coccineum) gestellt werden. Diese Beziehung ist durch die Untersuchung nicht stark gesichert, zudem können keine relevanten morphologischen Gemeinsamkeiten zu diesen Arten festgestellt werden. Die Art wird daher in einer monotypischen Flexuosum-Klade geführt.

## Botanische Geschichte
Capsicum flexuosum wurde 1846 von Otto Sendtner im 10. Band der Flora Brasiliensis erstbeschrieben.